# Jolanda van Duren
Jolanda van Duren es una deportista neerlandesa que compitió en taekwondo. Ganó una medalla de plata en el Campeonato Europeo de Taekwondo de 1988, en la categoría de –60 kg.

## Palmarés internacional
| Campeonato Europeo | Campeonato Europeo | Campeonato Europeo | Campeonato Europeo |
| Año                | Lugar              | Medalla            | Categoría          |
| ------------------ | ------------------ | ------------------ | ------------------ |
| 1988               | Ankara (Turquía)   | Medalla de plata   | –60 kg             |